# الهک
الهک، روستایی از توابع بخش مرکزی شهرستان ایذه در استان خوزستان ایران است.

## جمعیت
این روستا در دهستان حومه‌غربی قرار دارد و براساس سرشماری مرکز آمار ایران در سال ۱۳۸۵، جمعیت آن ۱۱۲۰ نفر (۱۹۰خانوار) بوده‌است. مردم این روستا بختیاری از طوایف زراسوند (یتیم)_ عالی محمودی_ سرقلی می‌باشند و به زبان بختیاری صحبت می‌کنند.